# Aleš Kalivoda
Aleš Kalivoda (* 7. července 1929 Polanka nad Odrou) je ostravský malíř. Ve své výtvarné tvorbě se věnuje krajinomalbě, zejména jej láká Poodří, okolí Polanky, Jistebníku a Beskyd. Častá jsou u něj i květinová zátiší.

## Život
S technikou malování se seznamoval už od dětství. Jeho sousedkou byla akademická malířka Helena Salichová a on sám se dodnes považuje za jejího žáka. Vystudoval Vysokou školu báňskou a poté byl zaměstnán ve výzkumných ústavech Vítkovických železáren a Nové huti. Zde se věnoval vývoji nových ocelí zejména pro trubky k těžbě nafty v obtížných geologických podmínkách. Z té doby pochází celá řada odborných publikací a patentů. Malování se intenzivně věnuje od roku 1984, kdy absolvoval kurzy kreslení u Jaroslava Domitera a malování u Jaromíra Zahela, Josefa Drhy a Karla Harudy. Nejaktivnější účastníci těchto kurzů posléze utvořili uměleckou skupinu GAMA, která se dodnes schází a pořádá výstavy v Ostravě a okolí.